# Brugframe
Een brugframe is een frame van een motorfiets dat over het motorblok heen is gebouwd.
In tegenstelling tot de meeste andere frames heeft bij een brugframe het motorblok zelf een dragende taak. Daardoor kan het frame licht geconstrueerd worden. Het loopt over het motorblok heen omdat er nog andere delen aan bevestigd moeten worden: de tank, de voetsteunen, het achterframe met het zadel, kofferrek etc.
Er zijn verschillende typen Brugframes:
Het ruggengraatframe is een frame van het brug type dat gemaakt is van geperste staalplaat.
Het diamond frame is een open ruggengraatframe waarin het motorblok een dragend deel vormt. Dit type frame werd als eerste toegepast op de Vincent-HRD-motorfietsen die in 1936 uitkwamen. In onze tijd wordt het onder andere toegepast op de Honda CX-modellen, vanaf 1977. Ook de ouderwetse fietsframes waar de eerste motorblokjes in werden gehangen werden diamond frame genoemd, naar de driehoek die door de framebuizen gevormd werd. De naam "Diamond frame" werd voor het eerst gebruikt op fietsen, en de naam stamde van de driehoeksconstructie die bij de veiligheidsfiets van John Kemp Starley was gebruikt.
Achterbrug · Balhoofd · Brugframe · Buisframe · Composietframe · Deltabox · Dubbel wiegframe · Duplex frame · E-box frame · Enkel wiegframe · FAST frame · Featherbed frame · Garden gate frame · Lateral Frame Concept · LCG Twin Tube · Loop Frame · Lowboy frame · MR-Albox · Omega frame · Open frame · Perimeter frame · Pivot frame · Pivotless frame · Plaatframe · Raked frame · Rigid frame · Semi-pivotless frame · Slimline frame · Spaceframe · Springframe · Starframe · Stijf frame · Tankframe · Twin Spar frame · Vakwerkframe · Wiegframe · Zeta frame